# Per una sera d'estate
Per una sera d'estate era un programma televisivo italiano di Varietà, trasmesso su RaiUno per sette puntate nell'estate del 1976. I testi erano di Leo Chiosso, la regia di Giancarlo Nicotra e la direzione musicale di Pino Calvi. La conduzione fu affidata a Claudio Lippi, Gianfranco Funari e Renato Carosone.
Come nel varietà Senza rete trasmesso fino al 1975, in ciascuna puntata di Per una sera d'estate interveniva un cantante famoso, che si esibiva accompagnato dall'orchestra diretta da Calvi: Orietta Berti, Ornella Vanoni, Gilda Giuliani, Rita Pavone, Iva Zanicchi, Marcella Bella e Rosanna Fratello.